# Edward Dexter Holbrook

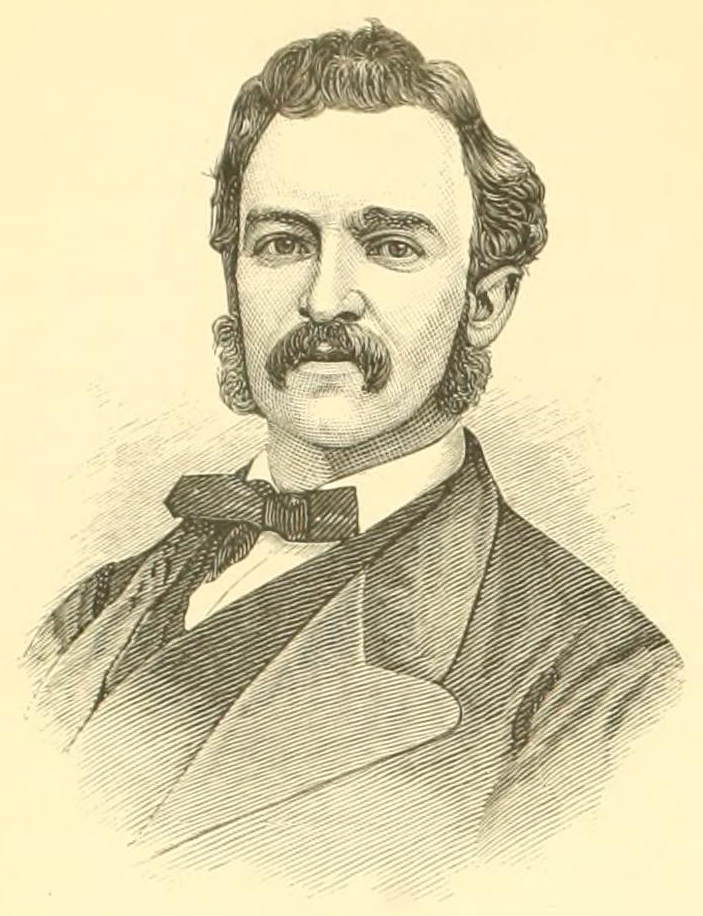
Edward Dexter Holbrook

Edward Dexter Holbrook (* 6. Mai 1836 in Elyria, Ohio; † 18. Juni 1870 in Idaho City) war ein US-amerikanischer Politiker. Zwischen 1865 und 1869 vertrat er das Idaho-Territorium als Delegierter im US-Repräsentantenhaus.

## Frühe Jahre
Edward Holbrook besuchte die öffentlichen Schulen seiner Heimat und dann das Oberlin College. Nach einem Jurastudium und seiner 1859 erfolgten Zulassung als Rechtsanwalt begann er in Elyria in seinem neuen Beruf zu arbeiten. Danach zog er zunächst nach Weaverville in Kalifornien und nach Placerville im heutigen Idaho. In beiden Orten praktizierte er als Rechtsanwalt.

## Politische Laufbahn
Holbrook wurde Mitglied der Demokratischen Partei. Bei den Kongresswahlen des Jahres 1864 wurde er als Delegierter des Idaho-Territoriums in das US-Repräsentantenhaus gewählt, wo er am 4. März 1865 William Henson Wallace ablöste. Nach einer Wiederwahl im Jahr 1866 konnte er sein Mandat bis zum 3. März 1869 ausüben. 1868 hat er nicht mehr kandidiert. Kurz vor Ablauf seiner letzten Amtszeit wurde Holbrook im Kongress wegen sprachlicher Entgleisungen gerügt. Am 17. Juni 1871 wurde er bei einem Mordanschlag von Charles H. Douglas schwer verwundet. Einen Tag später erlag er seinen Verletzungen.